# Nova School of Business and Economics

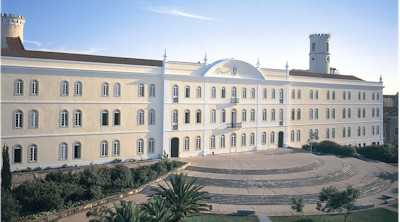
Das alte Hauptgebäude der Nova SBE

Die Nova School of Business and Economics (Nova SBE) der Universidade Nova de Lisboa ist die führende Business School des Landes Portugal. Die Universität ist mit der sogenannten Triple Crown (Hochschulakkreditierung) akkreditiert und gehört somit zu den besten 1 % der Business Schools weltweit. Darüber hinaus bietet sie als einzige Universität in Portugal den global angesehenen CEMS Master in Management an, welcher laut Financial Times Ranking auf Platz 13 der Welt kursiert. Aufgrund der steigenden Nachfrage an Studenten, insbesondere im internationalen Kontext, eröffnete die Nova SBE 2018 einen neuen hochmodernen Campus in Carcavelos.

## Geschichte
Der Name Nova SBE entstand durch ein Rebranding der wirtschaftswissenschaftlichen Fakultät der Neuen Universität Lissabon, welche im Jahr 1978 gegründet wurde. Die neue Universität Lissabon wurde 1973 zur Diversifizierung der Universitätslandschaft Portugals als interdisziplinäre Forschungsuniversität in Lissabon gegründet.
Aufgrund der steigenden Studentenzahlen wurde in den letzten Jahren ein neuer hochmoderner Campus in Carcavelos gebaut. Das Gelände wurde der Universität von der portugiesischen Regierung zur Verfügung gestellt. Mittels eines innovativen Architekturwettbewerbs wurde entschieden, wie der neue Campus gestaltet werden soll. Der ehemalige Hauptsitz, eine ehemalige Jesuitenschule aus dem 18. Jahrhundert, befindet sich im Norden Lissabons in Campolide.

## Internationale Verbindungen
Nova SBE unterhält Partnerschaften mit über 200 Universitäten aus über 50 verschiedenen Ländern und bietet insgesamt 19 verschiedene Double-Degree Programme an. Jedes Jahr gehen 700 Nova SBE Studenten an Partneruniversitäten und eben soviel Studenten besuchen die Nova SBE für einen Austausch.
Zu den Partneruniversitäten zählen unter anderem: Universität Mannheim, WHU Koblenz, Wirtschaftsuniversität Wien, Indian Institute of Management, Tsinghua-Universität, Wirtschaftsuniversität Luigi Bocconi, ESADE Barcelona, Handelshochschule Stockholm, Universität St. Gallen, Anderson Graduate School of Management at UCLA oder London School of Economics.
Nova SBE ist seit 2007 Mitglied im Verbund der CEMS-Universitäten und wurde in den Jahren 2009 und 2010 CEMS School of the Year. Mit Akkreditierungen von AACSB, AMBA und EQUIS ist die Nova SBE eine von weltweit 89 Business Schools, die über eine Triple Crown verfügen. Seit 2017 ist die Nova SBE Mitglied im PIM Netzwerk (Partnership in International Management).
In Angola führt die Nova SBE seit 2010 mit der Angola Business School eine weitere Wirtschaftshochschule.

## Fakultät und Institute
Insgesamt gibt es mehr als 40 Lehrstühle in den Fachwissenschaften Volks-, Betriebs- und Finanzwirtschaft die in den verschiedenen Bachelor- und Masterstudiengängen unterrichten. Mit Professoren aus 25 Nationen, wird die internationale Ausrichtung der Lehre unterstrichen. Durch die Ausgliederung der wirtschaftswissenschaftlichen Fakultät der Universität als Business School, besitzt die Fakultät weitgehende Autonomie und deckt die gesamten Lehr- und Forschungseinrichtungen der Neuen Universität Lissabon im Bereich Wirtschaftswissenschaften ab. Die wissenschaftlichen Teilbereiche und Fachrichtungen Volks-, Betriebs- und Finanzwirtschaft sind in teilweise eigenständig auftretende Institute aufgeteilt und werden jeweils von einem geschäftsführenden Direktor geleitet.
Inneruniversitäre Zusammenarbeit
In der Forschung arbeiten die Institute eng zusammen. In einer gemeinsamen Forschungseinheit, der Research Unit, werden die Institute und ihre Forscher zu einer Einheit mit einer interdisziplinären Ausrichtung integriert.
Daneben gibt es noch sechs weitere Knowledge Center die sich jeweils auf ein bestimmtes Themengebiet konzentrieren und zu ihm forschen:
- The NOVA Finance Center
- Leadership & Society Center
- Economics for Policy
- Healthcare Initiative Research
- Nova Center for Environmental Economics
- NOVAFRICA

## Rankings
Bei internationalen Hochschulrankings von Financial Times, The Economist, QS World University Ranking oder Times Higher Education wird die Nova SBE regelmäßig unter den weltweit führenden Wirtschaftsuniversitäten (Business Schools) aufgeführt. Im Ranking Masters in Management 2020 der Financial Times belegte die Nova SBE den 16. Platz (Vj.: 22) unter den weltweit besten Managementausbildungen. Der CEMS Master’s in International Management, den die Nova SBE anbietet, belegte global den 13. Platz (Vj.: 8). Der Economist führt die Nova SBE auf dem 34. Platz unter den weltweit 40 besten Master Programmen. Das QS World University Ranking führt die Nova unter den weltweit 50 besten Universitäten unter 50 Jahren.
Financial Times
- European Business School Ranking, 2019: 30. weltweit[14]
- Masters in Management (CEMS), 2020: 13. weltweit[15]
- Masters in Management, 2020: 16. weltweit[16]
- Masters in Finance, 2024: 7. weltweit[17]
- M. B. A. Global, 2020: 24. in Europa[18]

Economist
- Masters in Management, 2019: 34. weltweit[19]

QS World University Ranking
- World University Rankings – Masters In Management (CEMS), 2021: 16. weltweit[20]

- World University Rankings – Masters In Management, 2021: 42. weltweit[21]

- World University Rankings – Masters In Finance, 2021: 34. weltweit[22]

- Top 50 Global Universities under 50, 2021[23]

Times Higher Education
- Young University Rankings, 2020: Top 150 weltweit[24]

Eduniversal
- 5 Palms of Excellence: Universal Business School with strong global influence[25]
- Masters in Economics, 2019: 1. in Portugal, 3. in Europa[26]
- Masters in Finance, 2019: 1. in Portugal, 9. in Europa[27]
- Masters in International Management, 2019: 1. in Portugal, 14. in Europa[28]

Management-Spezialisierungen
- Operations Management, 2019: 1. in Portugal, 3. in Europa[30]
- Human Resources, 2019: 1. in Portugal, 5. in Europa[31]
- Innovation and Entrepreneurship, 2019: 1. in Portugal, 11. in Europa[32]
- Marketing, 2019: 1. in Portugal, 10. in Europa[33]
- Public Policy, 2019: 1. in Portugal, 7. in Europa[34]

## Angebot
Die Universität bietet in den Wirtschaftswissenschaften den Bachelor-Studiengang, drei Master-Studiengänge (Master’s in Economics, Master’s in Finance und Master’s in Management), mehrere Promotionsstudien und ein MBA an. Das MBA-Programm wird als Lisbon MBA in Zusammenarbeit mit der Katholischen Universität Portugal und der MIT Sloan School of Management angeboten. Des Weiteren wird ein ein- oder zweiwöchiges Summerschool-Programm zur Verfügung gestellt.